# Colandra
Collandres és un municipi francès situat al departament de Cantal i a la regió d'Alvèrnia-Roine-Alps. L'any 2007 tenia 184 habitants.

## Demografia

### Població
El 2007 la població de fet de Collandres era de 184 persones. Hi havia 85 famílies de les quals 28 eren unipersonals (12 homes vivint sols i 16 dones vivint soles), 29 parelles sense fills, 16 parelles amb fills i 12 famílies monoparentals amb fills.
La població ha evolucionat segons el següent gràfic:
Habitants censats

### Habitatges
El 2007 hi havia 162 habitatges, 89 eren l'habitatge principal de la família, 61 eren segones residències i 12 estaven desocupats. 154 eren cases i 8 eren apartaments. Dels 89 habitatges principals, 70 estaven ocupats pels seus propietaris i 20 estaven llogats i ocupats pels llogaters; 6 tenien dues cambres, 14 en tenien tres, 22 en tenien quatre i 47 en tenien cinc o més. 63 habitatges disposaven pel capbaix d'una plaça de pàrquing. A 38 habitatges hi havia un automòbil i a 33 n'hi havia dos o més.

### Piràmide de població
La piràmide de població per edats i sexe el 2009 era:
| Homes | Edats   | Dones |
| ----- | ------- | ----- |
| 0     | 95 o +  | 0     |
| 0     | 90 a 94 | 0     |
| 0     | 85 a 89 | 4     |
| 4     | 80 a 84 | 4     |
| 8     | 75 a 79 | 0     |
| 8     | 70 a 74 | 16    |
| 4     | 65 a 69 | 4     |
| 12    | 60 a 64 | 8     |
| 0     | 55 a 59 | 4     |
| 4     | 50 a 54 | 16    |
| 16    | 45 a 49 | 4     |
| 16    | 40 a 44 | 16    |
| 8     | 35 a 39 | 8     |
| 0     | 30 a 34 | 4     |
| 0     | 25 a 29 | 0     |
| 12    | 20 a 24 | 4     |
| 12    | 15 a 19 | 4     |
| 8     | 10 a 14 | 4     |
| 8     | 5 a 9   | 4     |
| 4     | 0 a 4   | 0     |

## Economia
El 2007 la població en edat de treballar era de 123 persones, 92 eren actives i 31 eren inactives. De les 92 persones actives 86 estaven ocupades (52 homes i 34 dones) i 5 estaven aturades (3 homes i 2 dones). De les 31 persones inactives 14 estaven jubilades, 5 estaven estudiant i 12 estaven classificades com a «altres inactius».

### Ingressos
El 2009 a Collandres hi havia 85 unitats fiscals que integraven 173 persones, la mediana anual d'ingressos fiscals per persona era de 14.699 €.

### Activitats econòmiques
Dels 6 establiments que hi havia el 2007, 1 era d'una empresa extractiva, 1 d'una empresa de fabricació d'altres productes industrials, 1 d'una empresa de construcció, 1 d'una empresa de comerç i reparació d'automòbils, 1 d'una empresa d'hostatgeria i restauració i 1 d'una empresa classificada com a «altres activitats de serveis».
Dels 2 establiments de servei als particulars que hi havia el 2009, 1 era una lampisteria i 1 perruqueria.
L'any 2000 a Collandres hi havia 27 explotacions agrícoles que ocupaven un total de 1.311 hectàrees.

## Poblacions més properes
El següent diagrama mostra les poblacions més properes.